# 聖女の魔力は万能です
『聖女の魔力は万能です』（せいじょのまりょくはばんのうです）は、橘由華によるライトノベル。2016年4月29日から小説投稿サイト「小説家になろう」にて「タチバナ」名義で連載されているオンライン小説を元に、2017年2月からカドカワBOOKS（KADOKAWA）より書籍化刊行されている。書籍版のイラストは珠梨やすゆきが担当。
メディアミックスとして、2017年7月から藤小豆によるコミカライズがウェブコミック配信サイト『ComicWalker（現・カドコミ）』内のフロースコミックにて連載中。2018年にはシチュエーションオーディオドラマ化されており、アルベルト・ホーク役を羽多野渉が担当している。さらに2020年にはディオメディア制作によるテレビアニメ化が発表された。2020年10月から2023年9月まで亜尾あぐによるスピンオフ漫画である『聖女の魔力は万能です 〜もう一人の聖女〜』が『ComicWalker』内のフロースコミックにて連載された。2021年12月時点で電子版を含めたシリーズ累計部数は330万部を突破している。

## あらすじ
HP・MP・レベル・魔法を含むスキルなどが、数値化されて確認できる異世界。スランタニア王国では数世代に一度、国が瘴気に覆われ魔物が大量発生する時代がやって来る。これまではそのたびに、魔を祓う力を持つ「聖女」が現れ、国を救ってきた。過去一度だけ聖女が現れなかった時は、儀式により聖女を召喚した。
今回またも聖女が現れず、王と重臣たちは、やむなく伝説の儀式「聖女召喚の儀」を行う。召喚されたのが小鳥遊 聖（セイ）と御園 愛良（アイラ）の二人の日本人であった。しかし王国の第一王子カイル・スランタニアはアイラしか目に入らず、彼女だけを聖女として扱った。無視されたセイは怒り、王宮を出ようとするが行く当てもなく、元の世界への戻る方法も不明で、その後紆余曲折を経て薬用植物研究所に研究員として働き始める。
召喚から3か月後、王国の第三騎士団が魔物討伐で甚大な被害を受けるが、セイの作ったポーションで団長アルベルト・ホークらは回復する。以降、ホークたちとの交流を続け、図書館で知り合ったエリザベス・アシュレイの頼みを聞いたり、宮廷魔道師団で魔法付与を行ったり、ホーク団長に魔法付与されたアクセサリーを渡すため、第三騎士団を訪ねるなどして日々を過ごしていた。
召喚から7か月後、城の書庫にあった本で回復魔法を学んだセイは、再度の魔物討伐で負傷した騎士たちを見舞う。その際、回復不能の重傷を負った騎士を放っておけなかったセイは、強力な回復魔法で身体の欠損すら再生させてしまい、彼らから「聖女」として崇められることになる。
その直後、聖女召喚の儀の反動による昏睡から目覚めた宮廷魔道師団長ユーリ・ドレヴェスから鑑定を受けるが、国一番の魔道師である彼よりセイのほうがレベルが上で、鑑定不能だった。報告を受けた国王ジークフリート・スランタニアは、公の謁見の場でセイに謝罪し、恩賞として何を望むかと問う。特に欲しい物の無いセイは、禁書庫の閲覧と正規の魔法指導を願い出、ユーリから直接魔法の指導を受けることになる。
召喚から9か月後、セイは、ホーク団長率いる魔物討伐に回復要員として参加する。ところが団長が窮地に陥った時、セイの中から金色の魔力があふれ出す。それは周囲の魔物と、魔物が湧き出す黒い沼を呑み込むと、一瞬ですべてを消し去った。聖女のみが使えるという伝説の広域浄化魔法、「聖女の術」にほかならなかった。
この功績により、セイは王宮すべてから「聖女」だと認められる。しかし、アイラを聖女にしようと必死だったカイル王子はそれを信じず、「セイは聖女ではない」と人目のある場所で発言してしまい、父王から謹慎を命じられた。
召喚から1年後、セイはホーク団長および第三騎士団と共に、薬師の聖地と呼ばれるクラウスナー領へ魔物討伐の遠征に向かう。この遠征で「ホーク団長のことを思い浮かべる」のが聖女の術の発動条件であると気づき、術を自在に発動できるようになる。

## 制作背景
本作品は橘由華が「タチバナ」名義で、2016年4月29日より小説家になろうに連載されている。掲載開始10日後の5月9日には小説家になろうの日間ランキング1位、1か月後の5月29日にはジャンル別ランキングにおいて日間・週間・月間で同時に1位となった。累計では2017年6月時点で、14,288,206回(ページビュー)・3,684,023人(ユニークアクセス)に読まれている。掲載開始8か月後の2016年12月28日には作者の橘由華より書籍として翌年2月に出版することが告知された。書籍の内容は、小説家になろうの連載よりも「20%くらい増量しています」とし、「Web版を書くときに削った部分が追加されています」と大筋での差異は無いことが予告された。書籍は2017年2月10日にカドカワBOOKS（KADOKAWA）より第1巻が刊行された。
橘は小説家になろうのトップページの賞の案内を見たことがきっかけで書き始め、参考のために閲覧した人気ランキングで男性向けでも女性向けでもタイトルに「聖女」が入っていることを知り、そこからプロットを組み立てていった。作中のキャラクターは、「同じ職場で働きたい人」というコンセプトで設定されている。そのため、登場人物のほとんどが主人公に好意的で、唯一主人公を冷遇してトラブルメーカーとなる人物（カイル王子）も過失と思い込みによるもので悪意はなく、悪人が一切登場しないのが特徴的といえる。なお、カイル王子の処遇に関しては単行本2巻の作者あとがきの中で、当初のストーリー構想では断罪されて偽聖女アイラと共に国外追放される予定だったのを、「アイラがかわいそう」という読者の声が多かったため方針変更したと語っている。

## 社会的評価
第1巻は出版物流通大手の日本出版販売（日販）が運営するサイト「ほんのひきだし」が集計するライト文芸ランキングにおいて2017年1月24日から2月20日集計の13位となった。第2巻は同ランキングの2017年8月21日から9月20日集計で6位となった。第3巻はライト文芸ランキングの2018年9月21日から10月20日集計で5位となり、全ジャンル総合の週間ランキングでも7位となった。

## 既刊一覧

### 小説
- 橘由華（著）・珠梨やすゆき（イラスト） 『聖女の魔力は万能です』 KADOKAWA〈カドカワBOOKS〉、既刊9巻（2023年3月10日現在）
  1. 2017年2月10日初版発行（同日発売[19]）、ISBN 978-4-04-072185-9
  2. 2017年9月10日初版発行（9月8日発売[20]）、ISBN 978-4-04-072366-2
  3. 2018年10月10日初版発行（同日発売[21]）、ISBN 978-4-04-072616-8
  4. 2019年5月10日初版発行（同日発売[22]）、ISBN 978-4-04-072617-5
  5. 2020年2月10日初版発行（同日発売[23]）、ISBN 978-4-04-073488-0
  6. 2020年9月10日初版発行（同日発売[24]）、ISBN 978-4-04-073489-7
  7. 2021年5月10日初版発行（5月8日発売[25]）、ISBN 978-4-04-073924-3
  8. 2022年3月10日初版発行（同日発売[26][27]）、ISBN 978-4-04-074370-7 / ISBN 978-4-04-074404-9（イラスト小冊子＆グッズ付き特装版）
  9. 2023年3月10日初版発行（同日発売[28][29]）、ISBN 978-4-04-074787-3 / ISBN 978-4-04-074885-6（グッズ付き特装版）

### 漫画
- 橘由華（原作）・珠梨やすゆき（キャラクター原案）・藤小豆（作画） 『聖女の魔力は万能です』 KADOKAWA〈フロースコミック〉、既刊10巻（2025年1月17日現在）
  1. 2018年2月5日初版発行（同日発売[30]）、ISBN 978-4-04-069683-6
  2. 2018年10月5日初版発行（同日発売[31]）、ISBN 978-4-04-069988-2
  3. 2019年7月5日初版発行（同日発売[32]）、ISBN 978-4-04-065804-9
  4. 2020年2月5日初版発行（同日発売[33]）、ISBN 978-4-04-064372-4
  5. 2020年10月5日初版発行（同日発売[34]）、ISBN 978-4-04-064885-9
  6. 2021年6月5日初版発行（同日発売[35]）、ISBN 978-4-04-680463-1
  7. 2021年12月3日初版発行（同日発売[36]）、ISBN 978-4-04-680943-8
  8. 2022年12月16日発売[37]、ISBN 978-4-04-681514-9
  9. 2023年12月14日発売[38]、ISBN 978-4-04-682585-8
  10. 2025年1月17日発売[39]、ISBN 978-4-04-684134-6
- 橘由華（原作）・珠梨やすゆき（キャラクター原案）・亜尾あぐ（作画） 『聖女の魔力は万能です 〜もう一人の聖女〜』 KADOKAWA〈フロースコミック〉、全4巻
  1. 2021年4月5日初版発行（同日発売[40]）、ISBN 978-4-04-680380-1
  2. 2021年12月3日初版発行（同日発売[41]）、ISBN 978-4-04-680944-5
  3. 2022年9月16日初版発行（同日発売[42]）、ISBN 978-4-04-681515-6
  4. 2023年9月14日発売[43]、ISBN 978-4-04-682587-2
- 橘由華（原作）・珠梨やすゆき（キャラクター原案）、KADOKAWA〈フロースコミック〉、既刊2巻
  - 『聖女の魔力は万能です 公式アンソロジーコミック 〜聖女の書〜』、2021年5月1日発売[44]、ISBN 978-4-04-680504-1
- 『聖女の魔力は万能です 公式アンソロジーコミック 〜騎士の書〜』、2023年11月17日発売[45]、ISBN 978-4-04-682456-1

## テレビアニメ
2020年9月にアニメ化が発表され、2021年4月から6月までAT-Xほかにて放送された。
2022年3月に第2期制作が発表され、2023年10月から12月まで放送された。

### スタッフ
|                               | Season1                               | Season2                                         |
| ----------------------------- | ------------------------------------- | ----------------------------------------------- |
| 原作                          | 橘由華                                | 橘由華                                          |
| 原作イラスト                  | 珠梨やすゆき                          | 珠梨やすゆき                                    |
| 監督                          | 井畑翔太                              | 井畑翔太                                        |
| シリーズ構成                  | 渡航                                  | 渡航                                            |
| キャラクターデザイン          | 石川雅一                              | 石川雅一                                        |
| サブキャラクター デザイン     | N/A                                   | 前田恭佑                                        |
| イメージボード                | 益田賢治                              | 益田賢治                                        |
| プロップデザイン              | 益田賢治                              | N/A                                             |
| クリーチャーデザイン          | 宮澤努                                | 宮澤努                                          |
| 色彩設計                      | 林由稀                                | 林由稀                                          |
| 美術設定                      | 滝口勝久                              | 滝口勝久                                        |
| 美術監督                      | 細井友保                              | Scott MacDonald                                 |
| 撮影監督                      | 伊藤康行                              | 伊藤康行                                        |
| オフライン編集                | 小島俊彦                              | 小島俊彦                                        |
| 音響監督                      | 立石弥生                              | 立石弥生                                        |
| 音響制作                      | ビットグルーヴプロモーション          | ビットグルーヴプロモーション                    |
| 音楽                          | 黒田賢一                              | 黒田賢一                                        |
| 音楽制作                      | ランティス                            | ランティス                                      |
| 音楽プロデュース              | 結城アイラ                            | 結城アイラ                                      |
| 音楽プロデューサー            | 吉江輝成                              | 吉江輝成                                        |
| プロデューサー                | 吉岡拓也、若山侑玲亜、中東豊和        | 吉岡拓也、若山侑玲亜、中東豊和                  |
| プロデューサー                | 小倉理絵、川野勝弘 深谷成輝、外川明宏 | 間篠尚史、天野翔太、松田隼典 飯塚彩、長谷川嘉範 |
| アニメーション プロデューサー | 天野翔太                              | 竹岡瑞樹                                        |
| アニメーション制作            | ディオメディア                        | ディオメディア                                  |
| 製作                          | 「聖女の魔力は万能です」製作委員会    | 「聖女の魔力は万能ですII」製作委員会            |

### キャスト
- 小鳥遊 聖（タカナシ セイ）- 石川由依[3][50]
- アルベルト・ホーク - 櫻井孝宏[3][50]
- ヨハン・ヴァルデック - 江口拓也[3][50]
- ユーリ・ドレヴェス - 小林裕介[3][50]
- ジュード - 八代拓[3][50]
- 御園愛良（ミソノ アイラ）- 市ノ瀬加那[53][50]
- カイル・スランタニア - 福山潤[53]
- エリザベス・アシュレイ - 上田麗奈[53]
- エアハルト・ホーク - 梅原裕一郎[53]
- ジークフリート・スランタニア - 山野井仁
- ドミニク・ゴルツ - 加藤亮夫
- ダミアン・ゴルツ - 石谷春貴
- レイン・スランタニア - 市川蒼
- マリー - 磯辺万沙子
- ヴォルフ - 熊谷健太郎
- ダニエル・クラウスナー - 高橋伸也
- コリンナ - 小山茉美
- レオンハルト - 日野聡
- オスカー・ドゥンケル - 逢坂良太
- フランツ - 飛田展男
- セイラン - 三木眞一郎
- テンユウ - 小林千晃
- テンジュン - 浦和希
- ヨーゼフ・ホーク - 置鮎龍太郎
- アシュレイ公爵 - 村治学
- ローラント・ヴァルデック - 土田大
- ヘルムート・ホーク辺境爵 - てらそままさき
- クラウディア夫人 - 増田ゆき

### 主題歌
「Blessing」
結城アイラによるSeason1オープニングテーマ。作詞は結城アイラ、作曲・編曲は結城アイラと矢野達也の共作。
「Page for Tomorrow」
NOW ON AIRによるSeason1エンディングテーマ。作詞は結城アイラ、作曲・編曲は結城アイラと柳澤奈緒樹と石倉誉之。
「Pray」
結城アイラによるSeason1最終話エンディングテーマ。作詞・作曲は結城アイラ、編曲は三好啓太、英訳詞はJoelle。
「Semisweet Afternoon」
結城アイラによるSeason2オープニングテーマ。作詞・作曲は結城アイラ、編曲は矢野達也。
「Lilac Melody」
鈴木愛奈によるSeason2エンディングテーマ。作詞・作曲は結城アイラ、編曲は伊賀拓郎。
「Blessing -realize-」
結城アイラによるSeason2第12話挿入歌。作詞は結城アイラ、作曲・編曲は結城アイラと矢野達也。

### 各話リスト
| 話数       | サブタイトル | 脚本     | 絵コンテ                   | 演出                  | 作画監督 | 総作画監督                                          | 初放送日       |         |         |         |         |         |         |         |         |         |         |         |         |         |         |         |         |         |
| Season1    | Season1      | Season1  | Season1                    | Season1               | Season1 | Season1                                             | Season1        | Season1 | Season1 | Season1 | Season1 | Season1 | Season1 | Season1 | Season1 | Season1 | Season1 | Season1 | Season1 | Season1 | Season1 | Season1 | Season1 | Season1 |
| ---------- | ------------ | -------- | -------------------------- | --------------------- | --- | --------------------------------------------------- | -------------- | ------- | ------- | ------- | ------- | ------- | ------- | ------- | ------- | ------- | ------- | ------- | ------- | ------- | ------- | ------- | ------- | ------- |
| Episode 01 | 召喚         | 井畑翔太 | 井畑翔太                   | 井畑翔太              | 石川雅一 大村将司 synod | 石川雅一                                            | 2021年 4月6日  |         |         |         |         |         |         |         |         |         |         |         |         |         |         |         |         |         |
| Episode 02 | 親交         | 渡航     | 井畑翔太                   | 胡蝶蘭あげは          | 松本麻友子 井出直美 大村将司 Kim Suho Jeong Jinyeong                                                                              | 松本麻友子 井出直美                                 | 4月13日        |         |         |         |         |         |         |         |         |         |         |         |         |         |         |         |         |         |
| Episode 03 | 王都         | さがら総 | 井畑翔太                   | 胡蝶蘭あげは          | 松本麻友子 井出直美 西島圭祐 加藤弘将 大村将司 Mubon Hyeong Jun Jeon Hyun Jin Ryu Joong Hyeon Kim Ji Eun Kim Min Hee              | 松本麻友子 井出直美 石川雅一                        | 4月20日        |         |         |         |         |         |         |         |         |         |         |         |         |         |         |         |         |         |
| Episode 04 | 奇跡         | 王雀孫   | 井畑翔太                   | 井畑翔太              | Mubon Hyeong Jun Jeon Hyun Jin Ryu Joong Hyeon Kim Ji Eun Kim Min Hee Kim Jongbeom Jeong Jinyeong Song Jinyeong 宮澤努            | 松本麻友子 井出直美 石川雅一                        | 4月27日        |         |         |         |         |         |         |         |         |         |         |         |         |         |         |         |         |         |
| Episode 05 | 鑑定         | 王雀孫   | 清水空翔                   | 胡蝶蘭あげは          | Mubon Hyeong Jun Jeon Hyun Jin Ryu Joong Hyeon Kim Ji Eun Kim Min Hee 宮澤努                                                      | 松本麻友子 井出直美 石川雅一                        | 5月4日         |         |         |         |         |         |         |         |         |         |         |         |         |         |         |         |         |         |
| Episode 06 | 淑女         | 王雀孫   | 井畑翔太                   | 胡蝶蘭あげは 井畑翔太 | 寒川歩 和田清美 米澤怜美 佐藤史暁 Jeong Jinyeong Kim Suho Kim Jongbum                                                             | 松本麻友子 井出直美 石川雅一                        | 5月11日        |         |         |         |         |         |         |         |         |         |         |         |         |         |         |         |         |         |
| Episode 07 | 章間         | 渡航     | 玉木慎吾                   | 玉木慎吾              | Mubon Hyeong Jun Jeon Hyun Jin Ryu Joong Hyeon Kim Ji Eun Kim Min Hee                                                             | 松本麻友子 井出直美 石川雅一                        | 5月18日        |         |         |         |         |         |         |         |         |         |         |         |         |         |         |         |         |         |
| Episode 08 | 覚醒         | さがら総 | 井畑翔太                   | 井畑翔太              | Mubon Hyeong Jun Jeon Hyun Jin Ryu Joong Hyeon Kim Ji Eun Kim Min Hee Kim Suho Kim Myoungsim                                      | 松本麻友子 井出直美 石川雅一                        | 5月25日        |         |         |         |         |         |         |         |         |         |         |         |         |         |         |         |         |         |
| Episode 09 | 聖女         | 渡航     | 清水空翔                   | 胡蝶蘭あげは          | 米澤怜美 和田清美 寒川歩 松下純子 佐藤史暁 Mubon Hyeong Jun Jeon Hyun Jin Ryu Joong Hyeon Kim Ji Eun Kim Min Hee One Order        | 松本麻友子 井出直美 石川雅一                        | 6月1日         |         |         |         |         |         |         |         |         |         |         |         |         |         |         |         |         |         |
| Episode 10 | 日記         | さがら総 | 玉木慎吾                   | 玉木慎吾              | Mubon Hyeong Jun Jeon Hyun Jin Ryu Joong Hyeon Kim Ji Eun Kim Min Hee Kim Suho Kim Myoungsim 玉木慎吾                             | 松本麻友子 井出直美 石川雅一                        | 6月8日         |         |         |         |         |         |         |         |         |         |         |         |         |         |         |         |         |         |
| Episode 11 | 窮地         | 渡航     | 井畑翔太                   | 井畑翔太              | Mubon Hyeong Jun Jeon Hyun Jin Ryu Joong Hyeon Kim Ji Eun Kim Min Hee 本田辰雄 宮澤努 井畑翔太                                    | 松本麻友子 井出直美 石川雅一                        | 6月15日        |         |         |         |         |         |         |         |         |         |         |         |         |         |         |         |         |         |
| Episode 12 | 帰還         | 渡航     | 井畑翔太                   | 井畑翔太              | Mubon Hyeong Jun Jeon Hyun Jin Ryu Joong Hyeon Kim Ji Eun Kim Min Hee Kim Suho Song Jinyeong Lee Seongjae 本田辰雄 玉木慎吾       | 松本麻友子 井出直美 石川雅一                        | 6月22日        |         |         |         |         |         |         |         |         |         |         |         |         |         |         |         |         |         |
| Season2    |              |          |                            |                       | |                                                     |                |         |         |         |         |         |         |         |         |         |         |         |         |         |         |         |         |         |
| Episode 01 | 商会         | 井畑翔太 | 井畑翔太                   | 井畑翔太              | Ryu Joong Hyeon Kim Myeongsim | 石川雅一 松本麻友子 井出直美 本多美乃               | 2023年 10月3日 |         |         |         |         |         |         |         |         |         |         |         |         |         |         |         |         |         |
| Episode 02 | 異国         | 渡航     | 井畑翔太                   | 胡蝶蘭あげは          | 八幡佑樹 諸石康太 Mubon Hyeong Jun Ryu Joong Hyeon Jeon Hyun Jin Song Jinyeong Kim Nanum Kim Myeongsim                            | 石川雅一 松本麻友子 井出直美 本多美乃               | 10月10日       |         |         |         |         |         |         |         |         |         |         |         |         |         |         |         |         |         |
| Episode 03 | 式典         | 王雀孫   | 玉木慎吾                   | 玉木慎吾              | 本田辰雄 八幡佑樹 Mubon Hyeong Jun Ryu Joong Hyeon Jeon Hyun Jin                                                                  | 石川雅一 松本麻友子 井出直美 本多美乃 渋谷秀        | 10月17日       |         |         |         |         |         |         |         |         |         |         |         |         |         |         |         |         |         |
| Episode 04 | 皇子         | さがら総 | 草川啓造                   | 草川啓造              | Mubon Hyeong Jun Ryu Joong Hyeon Jeon Hyun Jin Kim Nanum Kim Myeongsim                                                            | 石川雅一 松本麻友子 井出直美 本多美乃               | 10月24日       |         |         |         |         |         |         |         |         |         |         |         |         |         |         |         |         |         |
| Episode 05 | 目的         | さがら総 | 草川啓造                   | 草川啓造              | Mubon Hyeong Jun Ryu Joong Hyeon Jeon Hyun Jin                                                                                    | 石川雅一 松本麻友子 井出直美 本多美乃               | 10月31日       |         |         |         |         |         |         |         |         |         |         |         |         |         |         |         |         |         |
| Episode 06 | 天佑         | さがら総 | 草川啓造                   | 草川啓造              | 八幡佑樹 Mubon Hyeong Jun Ryu Joong Hyeon Jeon Hyun Jin                                                                           | 石川雅一 松本麻友子 井出直美 本多美乃               | 11月7日        |         |         |         |         |         |         |         |         |         |         |         |         |         |         |         |         |         |
| Episode 07 | 幕間         | 渡航     | 井畑翔太                   | 胡蝶蘭あげは          | 諸石康太 Mubon Hyeong Jun Ryu Joong Hyeon Jeon Hyun Jin                                                                           | 石川雅一 松本麻友子 井出直美 本多美乃               | 11月14日       |         |         |         |         |         |         |         |         |         |         |         |         |         |         |         |         |         |
| Episode 08 | 辺境         | 王雀孫   | 大村将司 井畑翔太          | 胡蝶蘭あげは          | 八幡佑樹 山本祐仁 柴野美奈 Kim Shin-Woo Park Su-Bok Lee Sungjae Song Jinyoung                                                     | 石川雅一 松本麻友子 井出直美 本多美乃 渋谷秀 小原充 | 11月21日       |         |         |         |         |         |         |         |         |         |         |         |         |         |         |         |         |         |
| Episode 09 | 終幕         | 井畑翔太 | 追崎史敏                   | 胡蝶蘭あげは          | 八幡佑樹 山本祐仁 柴野美奈 Lee Seongjae Jang Sangmi Yoon Seunghyun Kim Sungbum 金信友 朴守福                                      | 石川雅一 松本麻友子 井出直美 本多美乃 渋谷秀 小原充 | 11月28日       |         |         |         |         |         |         |         |         |         |         |         |         |         |         |         |         |         |
| Episode 10 | 思慕         | 渡航     | 草川啓造                   | 草川啓造              | 山本祐仁 本田辰雄 Mubon Hyeong Jun Ryu Joong Hyeon Jeon Hyun Jin                                                                  | 小原充 井出直美                                     | 12月5日        |         |         |         |         |         |         |         |         |         |         |         |         |         |         |         |         |         |
| Episode 11 | 観劇         | さがら総 | 清水空翔                   | 胡蝶蘭あげは          | 山本祐仁 八幡佑樹 柴野美奈 Kim Shin-Woo Park Su-Bok                                                                               | 井出直美 小原充 石川雅一 松本麻友子 本多美乃 渋谷秀 | 12月12日       |         |         |         |         |         |         |         |         |         |         |         |         |         |         |         |         |         |
| Episode 12 | Blessing     | 渡航     | 草川啓造 追崎史敏 井畑翔太 | 胡蝶蘭あげは 井畑翔太 | 山本祐仁 八幡佑樹 柴野美奈 杉山直輝 李周鉉 Mubon Hyeong Jun Ryu Joong Hyeon Jeon Hyun Jin 金信友 朴守福 葛玲 徐延文 常州 井畑翔太 | 石川雅一 松本麻友子 井出直美 本多美乃 渋谷秀        | 12月19日       |         |         |         |         |         |         |         |         |         |         |         |         |         |         |         |         |         |

### 放送局
| 放送期間               | 放送時間                     | 放送局   | 対象地域   | 備考                                 |
| ---------------------- | ---------------------------- | -------- | ---------- | ------------------------------------ |
| 2021年4月6日 - 6月22日 | 火曜 23:30 - 水曜 0:00       | AT-X     | 日本全域   | 製作参加 / CS放送 / リピート放送あり |
| 2021年4月7日 - 6月23日 | 水曜 0:30 - 1:00（火曜深夜） | TOKYO MX | 東京都     |                                      |
|                        | 水曜 3:00 - 3:30（火曜深夜） | 毎日放送 | 近畿広域圏 | 『アニメ特区』第2部                  |
| 2021年4月8日 - 6月24日 | 木曜 0:00 - 0:30（水曜深夜） | BS11     | 日本全域   | BS放送 / 『ANIME+』枠                |

| 配信開始日            | 配信時間                       | 配信サイト |
| --------------------- | ------------------------------ | --- |
| 2021年4月7日          | 水曜 0:00（火曜深夜） 更新     | ひかりTV |
| 2021年4月11日         | 日曜 0:00（土曜深夜） 更新     | dTVチャンネル |
| 2021年4月14日以降順次 | 水曜 0:00（火曜深夜）以降 更新 | niconico ABEMA dアニメストア Netflix GYAO! FOD バンダイチャンネル Hulu J:COMオンデマンド TELASA アニメ放題 U-NEXT Amazonプライム・ビデオ Rakuten TV DMM.com ビデオマーケット HAPPY!動画 クランクイン！ビデオ ムービーフルplus |

| 放送期間                 | 放送時間                     | 放送局   | 対象地域   | 備考                                            |
| ------------------------ | ---------------------------- | -------- | ---------- | ----------------------------------------------- |
| 2023年10月3日 - 12月19日 | 火曜 23:00 - 23:30           | AT-X     | 日本全域   | 製作参加 / CS放送 / 字幕放送 / リピート放送あり |
| 2023年10月4日 - 12月20日 | 水曜 0:30 - 1:00（火曜深夜） | TOKYO MX | 東京都     |                                                 |
|                          |                              | BS11     | 日本全域   | BS放送 / 『ANIME+』枠                           |
|                          | 水曜 3:00 - 3:30（火曜深夜） | 毎日放送 | 近畿広域圏 | 『アニメ特区』第2部                             |

| 配信開始日        | 配信時間                           | 配信サイト |
| ----------------- | ---------------------------------- | --- |
| 2023年10月4日     | 水曜 0:00（火曜深夜） 更新         | Lemino |
| 2023年10月9日以降 | 月曜 0:00（日曜深夜） 以降順次更新 | ABEMA niconico dアニメストア バンダイチャンネル Hulu TELASA J:COMオンデマンドメガパック milplus U-NEXT アニメ放題 Amazon FOD MBS動画イズム TVer DMM TV music.jp ビデオマーケット HAPPY!動画 クランクイン！ビデオ |

### BD / DVD
| 巻 | 発売日        | 収録話         | 規格品番  | 規格品番   |
| 巻 | 発売日        | 収録話         | BD        | DVD        |
| -- | ------------- | -------------- | --------- | ---------- |
| 1  | 2021年6月30日 | 第1話 - 第4話  | KAXA-8121 | KABA-11001 |
| 2  | 2021年7月28日 | 第5話 - 第8話  | KAXA-8122 | KABA-11002 |
| 3  | 2021年8月25日 | 第9話 - 第12話 | KAXA-8123 | KABA-11003 |

| 巻 | 発売日        | 収録話         | 規格品番  | 規格品番   |
| 巻 | 発売日        | 収録話         | BD        | DVD        |
| -- | ------------- | -------------- | --------- | ---------- |
| 1  | 2024年1月24日 | 第1話 - 第4話  | KAXA-8721 | KABA-11461 |
| 2  | 2024年2月28日 | 第5話 - 第8話  | KAXA-8722 | KABA-11462 |
| 3  | 2024年3月27日 | 第9話 - 第12話 | KAXA-8723 | KABA-11463 |

### Webラジオ
セイ役の石川由依とエリザベス・アシュレイ役の上田麗奈によるWebラジオ『TVアニメ「聖女の魔力は万能です Season2」〜セイとリズのお茶会ラジオ〜』が音泉にて2023年10月3日から12月26日まで隔週で火曜19時に配信された。